# The Unfairground
The Unfairground je patnácté studiové album britského hudebníka Kevina Ayerse. Album vyšlo v září 2007 a šlo tak o jeho první album po patnácti letech; poslední nazvané Still Life with Guitar vydal v roce 1992.
Jde o jeho poslední album, Ayers totiž v únoru 2013 zemřel.

## Seznam skladeb
Všechny skladby napsal Kevin Ayers.
| Pořadí | Název                 | Délka |
| ------ | --------------------- | ----- |
| 1.     | Only Heaven Knows     | 2:47  |
| 2.     | Cold Shoulder         | 3:09  |
| 3.     | Baby Come Home        | 2:36  |
| 4.     | Wide Awake            | 2:54  |
| 5.     | Walk on Water         | 3:14  |
| 6.     | Friends and Strangers | 3:36  |
| 7.     | Shine a Light         | 3:47  |
| 8.     | Brainstorm            | 4:31  |
| 9.     | Unfairground          | 3:51  |
| 10.    | Run, Run, Run         | 3:37  |

## Obsazení
- Kevin Ayers – zpěv, kytara
- Gary Olson – trubka
- San Fadyl – bicí
- Jeff Baron – kytara
- Norman Blake – kytara, vokály v pozadí
- Francis MacDonald – bicí
- Julian Koster – vokály v pozadí
- Candie Payne – vokály v pozadí
- Euros Childs – vokály v pozadí
- Bill Wells – baskytara
- Joe McGinty – klávesy
- Phil Manzanera – kytara
- Robbie McIntosh – kytara
- Hugh Hopper – baskytara
- Daisy Martey – vokály v pozadí
- Tucson Philharmonia – smyčce
- Bridget St John – zpěv
- Dave McGowan – pedálová steel kytara
- Heather McIntosh – baskytara, violoncello
- Kellie Sutherland – žestě
- Tara Shackell – žestě
- Isobel Knowles – žestě
- Gus Franklin – žestě
- Graham Henderson – akordeon
- Peter Nicholson – violoncello
- Francis Reader – vokály v pozadí
- The Wyattron